# Symmoca uniformella
Symmoca uniformella is een vlinder uit de familie dominomotten (Autostichidae). De wetenschappelijke naam is voor het eerst geldig gepubliceerd in 1900 door Rebel.
Deze vlinder komt voor in Europa.